# جوركا إتوراسبي
جوركا إتوراسبي (بالإسبانية: Gorka Iturraspe) (3 مايو 1994 بأباداينو في إسبانيا - ) هو لاعب كرة قدم إسباني في مركز الوسط. لعب مع أتلتيك بيلباو ب ونادي باسكونيا.

## وصلات خارجية
- جوركا إتوراسبي على موقع قاعدة بيانات كرة القدم.إي يو (الإنجليزية)
- جوركا إتوراسبي على موقع Soccerway.com (الإنجليزية)
- جوركا إتوراسبي على موقع عالم كرة القدم.نت (الإنجليزية)
- جوركا إتوراسبي على موقع AS.com (الإسبانية)